# La Chanson de Paris
Pour plus de détails, voir Fiche technique et Distribution.
La Chanson de Paris (Innocents of Paris) est un film américain réalisé par Richard Wallace, sorti en 1929.
C'est un film musical dans lequel Maurice Chevalier reprend sa chanson Valentine, c'est le premier film qu'il tourne aux États-Unis. Le doublage n'existant pas à l'époque, il tourne une version en anglais (avec les chansons en français) et une version muette, diffusée en France avec des sous-titres.

## Fiche technique
- Titre : La Chanson de Paris
- Titre original : Innocents of Paris
- Réalisation : Richard Wallace
- Scénario : Ethel Doherty et Ernest Vajda d'après une pièce de C.E. Andrews
- Production : Paramount Pictures
- Photographie : Charles Lang
- Musique : John Leipold
- Montage : George M. Arthur
- Durée : 78 minutes (1 h 18)
- Dates de sortie : 
  - États-Unis : 25 mai 1929
  - France : 28 juin 1929

## Distribution
- Maurice Chevalier : Maurice Marney
- Sylvia Beecher : Louise Leval
- Russell Simpson : Emile Leval
- George Fawcett : Monsieur Marny
- John Miljan : Monsieur Renard
- Margaret Livingston : Madame Renard
- David Durand : Jo-Jo
- Jack Luden : Jules

## Chansons
- Louise

etc.